# Adelobotrys boissieriana
Adelobotrys boissieriana är en tvåhjärtbladig växtart som beskrevs av Célestin Alfred Cogniaux. Adelobotrys boissieriana ingår i släktet Adelobotrys och familjen Melastomataceae. Inga underarter finns listade i Catalogue of Life.